# 007 뷰 투 어 킬
《007 뷰 투 어 킬》(A View to a Kill)은 1985년 영국에서 제작된 존 글렌 감독의 첩보, 누아르 영화로 《007 시리즈》의 14번째 영화다. 로저 무어 등이 주연으로 출연하였고 앨버트 R. 브로콜리 등이 제작에 참여하였다. 듀란듀란이 부른 이 영화의 주제가 'A View To A Kill'은 시리즈 최초로 빌보드 차트 1위를 달성하기도 했다.

## 줄거리
MI6 요원 제임스 본드는 시베리아에서 사망한 003 요원의 시신과 EMP의 간섭을 받지 않는 소련제 마이크로칩을 회수하는 임무를 받는다. Q의 분석 결과, 이 칩은 조린 산업에서 만든 전자기파 방지 칩의 복제품이었다. 본드는 조린 산업의 사장 맥스 조린을 감시하기 위해 경마장을 방문하고, 조련사 티벳을 만나 조린의 말이 약물 투여 의혹을 받고 있음을 알게 된다. 이후 프랑스의 사립탐정 오베르진을 통해 조린이 말 판매를 준비 중이라는 정보를 얻지만, 오베르진은 조린의 경호원 메이 데이에 의해 암살된다.
본드는 티벳과 함께 조린의 저택에 잠입하여 그가 말에게 아드레날린 방출 장치를 이식하고 있음을 발견한다. 조린은 본드를 요원으로 알아채고 그를 제거하려 하지만, KGB의 고골 장군이 조린을 제지한 후, 조린이 과거에 KGB의 지원을 받았으나 배신했음을 밝힌다. 조린은 투자자들에게 실리콘 밸리를 파괴하여 마이크로칩 시장을 독점하려는 계획을 발표한다.
본드는 샌프란시스코로 이동하여 CIA 요원 척 리를 만나고, 조린이 나치 과학자였던 칼 모르트너 박사의 스테로이드 실험으로 만들어졌다는 사실을 알게 된다. 조린이 소유한 유전에서 KGB 요원 폴라 이바노바와 그녀의 파트너를 발견하지만, 이바노바는 도주한다. 이후 본드는 조린에게 매수당하려 했던 스테이시 서튼을 찾아내 조린이 그녀의 가족 사업을 빼앗으려 한다는 것을 알게 된다.
스테이시와 함께 조린의 계획을 조사하던 중, 조린은 수석 지질학자를 살해하고 건물에 불을 질러 본드에게 살인 누명을 씌우려 한다. 본드와 스테이시는 소방차를 타고 도망치고, 조린의 광산에 잠입하여 그가 헤이워드 단층과 샌 안드레아스 단층 아래에 폭탄을 설치하여 실리콘 밸리를 수몰시키려 한다는 것을 알게 된다. 조린은 광산을 침수시키고 광부들을 살해하지만, 스테이시는 탈출하고 본드는 메이 데이와 싸운다. 메이 데이는 조린에게 버림받았다는 사실을 깨닫고 본드를 도와 더 큰 폭탄을 제거한다.
조린은 비행선을 타고 도망치지만 본드는 비행선의 계류 로프에 매달려 따라간다. 스테이시가 조린을 공격하는 사이, 본드는 비행선을 금문교에 고정시킨다. 조린과 본드의 격투 끝에 조린은 다리 아래로 추락사하고, 모르트너는 비행선에서 폭탄을 떨어뜨리려다 실수로 자폭한다. 이후 고골 장군은 본드의 공로를 인정하여 레닌 훈장을 수여한다.

## 출연

### 주연
- 로저 무어

### 조연
- 타니아 로버츠
- 그레이스 존스
- 패트릭 맥니
- 크리스토퍼 월켄
- 패트릭 보초우
- 데이비드 입

## 한국어 더빙 성우진

### MBC (2001년 1월 24일)
- 이윤연 - 제임스 본드(로저 무어)
- 박영희 - 스테이시(타니아 로버츠)
- 이선주 - 메이데이(그레이스 존스)
- 송준석 - 죠린(크리스토퍼 워컨)
- 박태호 - Q(데스몬드 르웰린)
- 김태훈
- 전임복
- 이성
- 권혁수
- 최상기
- 이종혁
- 김영선
- 박선영
- 이상범
- 고성일
- 김서영
- 이상훈
- 최한
- 표영재

### KBS (2003년 9월 11일)
- 양지운 - 제임스 본드(로저 무어)
- 김상현 - 메이데이(그레이스 존스)
- 김환진 - 죠린(크리스토퍼 워컨)

## 기타
- 프로듀서: 안소니 웨이
- 미술: 피터 라몬트
- 특수효과: 존 리처드슨
- 의상: 엠마 포터스